# Южно-Промышленная улица (Казань)
Южно-Промышленная улица (тат. Көньяк Сәнәгать урамы, Könyaq Sänäğät uramı) — улица в Приволжском районе Казани.  

## География
Улица расположена в т. н. «южно-промышленном районе», по которому и названа. Начинаясь от Магистральной улицы, у посёлка Отары переходит в Поперечно-Отарскую улицу; вновь начинается в промзоне западнее Отар и там же заканчивается, не имея пересечения с другими улицами.

## История
Старейшие жилые дома на улице построены в середине 1950-х годов, однако сама улица начинает упоминаться с 1960-х годов.
Застройка улицы советского периода (1950-х по 1980-е годы) сконцентрирована в начале улицы. Все дома являлись ведомственными и принадлежали расположенными неподалёку предприятиям — ЭППС (позже завод стройдеталей № 2, левая сторона улицы) и Казанской нефтебазе (правая сторона улицы). Застройка остальной части улицы — промышленная.
В дальней части улицы, западнее посёлка Отары, на месте бывшего завода тротуарной плитки и частично завода «Стройкоммаш» планируется возведение жилого комплекса на 10 тысяч квартир.
С момента возникновения улицы входит в состав Приволжского района.

## Объекты
- №№ 1, 2, 4, 6 — жилые дома Казанской нефтебазы.[3]
  - № 4 — дошкольное отделение школы № 100.[10]
- №№ 1/77а, 1/77б — жилые дома завода экспериментального производственного предприятия стройиндустрии.[3]
- № 3 — Казанская нефтебаза.
- № 5 — по этому адресу располагалось Казанское управление автозаправочных станций.[11]

## Транспорт
По улице ходит общественный транспорт, есть остановки «Нефтебаза», «Переезд», «Поперечно-Отарская» на которых останавливается маршрут № 31. Автобусное движение по улице началось в середине 1980-х годов с маршрута № 60.